# Székely-ügy
A Székely-ügy egy 2000-ben kipattant korrupciós botrány volt. Ez volt első olyan eset a rendszerváltás után, amikor aktívan politizáló személyt a bíróság korrupciós ügyben bűnösnek talált és letöltendő büntetésre ítélt. Az ítélet szerint Székely Zoltán kormánypárti országgyűlési képviselő az országban folyó csatornázási munkálatok támogatási pályázatain induló és már nyertes önkormányzatokat, vállalkozókat keresett meg. Székely saját politikai kapcsolataira és szerepére hivatkozva a nyertesektől különböző előnyöket próbált kiharcolni. Az ügy nyilvánosságra került részletei a közvélemény számára is könnyen érthetővé tették azt, hogy a politikai elit miként csapolja meg magánvagyona gyarapítására illetve pártfinanszírozási célokra a beruházásokra szánt közpénzeket.

## Székely Zoltán tevékenysége
Székely Zoltán a Független Kisgazdapárt országgyűlési képviselője és vállalkozói tagozatának elnöke volt az 1998 és 2002 közötti politikai ciklusban. Székely nem csak képviselő, de a környezetvédelmi beruházásokat finanszírozó Környezetvédelmi Alap Célelőirányzat (KAC) Közbeszerzési Ellenőrző Bizottságának (KEB) elnöke is volt 1999 júliusától. (A bizottságban Székely tevékenysége már a korrupciós botrány kipattanása előtt villongáshoz vezetett.
Székely 1999-ben zsarolással megkísérelte elérni, hogy Emőd önkormányzata a környező települések csatornázásához a KAC-ból megítélt támogatások 30%-át (139 millió forintot) adja át a számára, illetve a beruházás kivitelezésébe vonják be egy általa megjelölt vállalkozást, a Csőszer Kft. A nagyközség vezetőinek elzárkózása után Székely megpróbált nyomást gyakorolni a településre: a KEB elnökeként iratokat kért be, munkatársait küldte a településre. Az emődi polgármester azonban nem kívánt engedni a nyomásnak, titokban felvételt készített a Székely Zoltánnal és az általa küldött személyekkel folytatott beszélgetésekről.
2000-ben Szigetszentmiklóson is a KAC által támogatott csatornázási munkálatok kezdődtek. Székely előbb elérte, hogy a már eredménnyel lezárult közbeszerzési eljárást ismét lefolytassák, majd nyomást gyakorolt a közbeszerzési eljárást lefolytató cégre, hogy a kivitelezésre kiírt eljárást az általa megjelölt Csőszer Kft. kapja meg. Székelynek ezúttal sem sikerült elérnie, hogy a Csőszer legyen a pályázat győztese, ezért közvetítője útján arra akarta rávenni a győztes PVCS vezetőjét, Balla Dánielt, hogy az elvégzendő munkák 50%-át engedjék át egy általa megjelölt kft.-nek, továbbá 30 millió forintot kért készpénzben. Balla felvette a kapcsolatot Székellyel és megkísérelte teljesíteni a képviselő feltételeit: alvállalkozói szerződést akart kötni a politikus által megjelölt céggel, ám az ügylet a kölcsönös bizalmatlanság miatt kútba esett. A PVCS vezetője ezután közölte Székellyel, hogy a vállalkozás a beruházásból nem tudja kigazdálkodni a 30 milliós összeget, ekkor Székely már csak 20 millió forintot követelt. Balla azonban csapdát állított a képviselőnek: a rendőrségen jelentette a zsarolási kísérletet, az ügyészségtől pedig olyan eszközöket kapott, amelyekkel rögzíthette az ügyben folytatott beszélgetéseket. A kizsarolt összeget Székely minél hamarabb át akarta venni. A pénz átadására a Gellért téri autóparkolót szemelte ki.

## Az ügy kipattanása
A kizsarolt 20 millió forintnyi kenőpénz átadására 2000. október 12-én a budai Gellért téri parkolóban került sor. A hatóságokkal együttműködő Balla a találkozón a bűnüldöző szervek által bemikrofonozva jelent meg, a parkolóban pedig ügyészségi nyomozók és rendőrök bújtak el. Balla rögzítette a politikussal az autóban folytatott beszélgetést és átadta a kért összeget tartalmazó táskát. A táska átvételekor ügyészségi nyomozók rohanták meg az autót, tetten érve ezzel Székelyt. Székely Zoltánt mentelmi joga miatt nem vehették őrizetbe, így még aznap elengedték. A tetten érés hírére a Kisgazdapárt vezetése gyorsan elhatárolódott Székelytől, a következő napon pedig kizárták az Országgyűlés Kisgazda képviselőcsoportjából. A következő héten az Országgyűlés a tettenérésre tekintettel felfüggesztette Székely mentelmi jogát. Székely mindeközben a sajtóban bizonygatta ártatlanságát, álláspontja szerint az ügyészség egy SZDSZ-es vállalkozót felhasználva állított neki csapdát. Október 19-én Emőd polgármestere is jelezte, hogy hasonló ügyben őket is megpróbálta zsarolni Székely. A képviselőt és a zsarolásban közreműködő munkatársait az ügyészség 2000 decemberében letartóztatta.

## Per és ítéletek
A közvélemény által nagy érdeklődéssel kísért per 2001 decemberében kezdődött. A per során Székely Zoltán korábbi álláspontját hangoztatta: nem történt korrupció, tevékenysége során a KEB elnökeként a közbeszerzési eljárásokban tapasztalt szabálytalanságokat próbálta kiküszöbölni. Az ügyben beidézett Balla Dániel a képviselő ellen vallott. Vallomásában elmondta, hogy Székely a Kisgazdapárt pártkasszáját és a Ferencváros nevű focicsapatot jelölte meg a kért összeg céljaként. A Fővárosi Bíróság döntő bizonyítékként fogadta el a megzsarolt felek által készített hangfelvételeket. Az első fokú ítéletben Székely Zoltánt két rendbeli hivatalos személy általi kötelességszegéssel elkövetett vesztegetésben bűnösnek találták és hat év börtönbüntetésre ítélték. A másodfokon eljáró Legfelsőbb Bíróság a büntetés időtartamát jóváhagyta, ám letöltését nem börtönben, hanem enyhébb fokozaton, fogházban rendelte el letölteni.
Székely Zoltán korrupciós botrányának kipattanása a Kisgazdapárt végső megrendülésének kezdete volt. A következő években egymást érték a pártbotrányok, a párthoz kötődő személyek elleni büntetőperek. A Kisgazdapárt még a politikai ciklus befejezése előtt széthasadt, a 2002-es választáson pedig már nem jutott be az Országgyűlésbe.